# 張豊猷
張豊猷（1981年10月22日—），生於台灣台北市，職業圍棋棋士，現隸屬日本棋院，擁有九段棋位。為王立誠門下弟子之一。

## 生平
其父張宗仁，為國立中山大學教授，曾任校長。
張豊猷從五歲開始學圍棋，小學三年級時獲世界盃第三名。11歲時赴日本學習圍棋，進入王立誠門下。15歲時獲職業棋士初段。就讀東京中華學校，在高中畢業後，沒有再升學，投入圍棋運動中。

## 升段紀錄
- 1997年 初入段
- 1997年 晉升二段
- 1999年 晉升三段
- 2000年 晉升四段
- 2001年 晉升五段
- 2002年 晉升六段
- 2004年 晉升七段
- 2011年 晉升八段
- 2022年 晉升九段

## 外部連結
- 張豊猷在日本棋院的個人首頁 （页面存档备份，存于）